# Šanov (Zlín)
Šanov é uma comuna checa localizada na região de Zlín, distrito de Zlín.